# 劉嘉註
劉嘉註，山東平原縣人。清朝政治人物、進士出身。

## 生平
順治二年，鄉試中舉；順治三年，登进士。历任高陽縣、永興縣知县。